# Can Poi (Argentona)
Can Poi és una obra d'Argentona (Maresme) protegida com a Bé Cultural d'Interès Local.

## Descripció
Xalet monumental de tres cossos, planta baixa i dos pisos, amb una torre campanar de quatre pisos, amb un rellotge a cada costat. La casa fou reformada totalment el 1916.
La façana destaca per les finestres bessones neoromàniques del segon pis, igual que les de la torre. Les portes del primer pis, que donen a un gran balcó, estan recobertes per la seva part superior per una imposta neogòtica.
El coronament és molt espectacular, en forma arrodonida, amb molts relleus, i amb les inscripcions J.V. (J. Vila) i l'any 1916, fent referència al seu primer propietari.
De l'interior destaca el saló que hi ha entrant a la dreta, que conserva els terres i una porta noucentista, l'escala d'accés als pisos, amb bonic treball de forja a la barana, i tots els terres del primer pis, també d'inicis del segle xx.
A la banda de ponent hi ha una senzilla casa de pagès, de tres cossos i dos pisos, amb teulada a dues aigües i frontó lateral, construït el 1925.